# MSN Web Messenger
MSN Web Messenger(MSN ウェブメッセンジャー)はウェブブラウザで動作するインスタントメッセンジャーである。
2004年8月にベータ版開始、2004年11月に一般提供開始、2009年6月30日に提供終了。後継は2009年3月にサービスが開始されたWindows Live Web Messenger。
MSN メッセンジャーと非常によく似たインターフェイスを持ち、他のMSN メッセンジャー及びその互換クライアントを使用するユーザと会話することができる。
機能がMSN メッセンジャーより若干制限されているものの、通常のチャットを行うだけなら支障はほとんど無い。

## 対応ブラウザ
対応環境は「Microsoft Windows で動作する Microsoft Internet Explorer 5.0 以上、Netscape 7.1 以上、または Mozilla 1.6 以上」とのこと。但し、ポップアップを禁止しているユーザーは設定を解除する必要がある。
一部のLinux環境下で動いたとの報告もある。

## MSN Web Messengerでのみ使用できる機能
MSN Web Messengerで使用できる機能の大半はMSN メッセンジャーで使用することができる。
- メンバリストに会話中のメンバをグループ表示

## MSN Web Messengerで使用できない機能
逆に、MSN メッセンジャーで使用できるが、MSN Web Messengerでは使用できない機能は多く存在する。
- アイコンの表示
- ウィンク、シェイクの送信
- オリジナル絵文字の送受信(通常の絵文字は送受信可能)
- 音声チャット、映像チャット
- アプリ、ゲーム